# كيم ستانلي
كيم ستانلي (بالإنجليزية: Kim Stanley)‏ (و. 1925 – 2001 م) هي ممثلة مسرحية، وممثلة أفلام، وممثلة تلفزيونية أمريكية، ولدت في مقاطعة أوتيرو، توفيت في سانتا فيه، نيومكسيكو، عن عمر يناهز 76 عاماً، بسبب سرطان الرحم.

## التعليم
تعلمت في إستوديو الممثلين، وجامعة نيومكسيكو.

## جوائز وترشيحات
حصلت على جوائز منها:
جوائز
- جائزة المسرح العالمي (1952)

ترشيحات
- جائزة الأوسكار لأفضل ممثلة مساعدة (1982)
- جائزة الأوسكار لأفضل ممثلة
- جائزة توني لأفضل ممثلة مسرحية [الإنجليزية]‏ (1959)
- جائزة توني لأفضل ممثلة مسرحية [الإنجليزية]‏ (1962)

ترشحت لـ:
- جائزة الأوسكار لأفضل ممثلة مساعدة، عن عمل: Frances (film) [الإنجليزية]‏ (1982)
- جائزة توني لأفضل ممثلة مسرحية  [لغات أخرى]‏ (1962)
- جائزة توني لأفضل ممثلة مسرحية  [لغات أخرى]‏ (1959)
- جائزة الأوسكار لأفضل ممثلة، عن عمل: Séance on a Wet Afternoon [الإنجليزية]‏.

## وصلات خارجية
- كيم ستانلي على موقع IMDb (الإنجليزية)
- كيم ستانلي على موقع روتن توميتوز (الإنجليزية)
- كيم ستانلي على موقع ألو سيني (الفرنسية)
- كيم ستانلي على موقع تيرنر كلاسيك موفيز (الإنجليزية)
- كيم ستانلي على موقع أول موفي (الإنجليزية)
- كيم ستانلي على موقع قاعدة بيانات برودواي على الإنترنت (الإنجليزية)
- كيم ستانلي على موقع قاعدة بيانات الأفلام السويدية (السويدية)
- كيم ستانلي على موقع إن إن دي بي (الإنجليزية)
- كيم ستانلي على موقع قاعدة بيانات الفيلم (الإنجليزية)
- كيم ستانلي على موقع كينوبويسك (الروسية)